# Eugenia laevis
Eugenia laevis är en myrtenväxtart som beskrevs av Otto Karl Berg. Eugenia laevis ingår i släktet Eugenia och familjen myrtenväxter. Inga underarter finns listade i Catalogue of Life.